# Cyrus Goodman
Cyrus Goodman es un personaje principal ficticio de la serie de comedia dramática estadounidense Andi Mack, de Disney Channel. El personaje es representado por Joshua Rush y apareció por primera vez en la televisión en el episodio piloto, "Tomorrow Starts Today". Cyrus es el mejor amigo de Andi Mack y Buffy Driscoll, y asiste a la Jefferson Middle School junto a ellas. Es notablemente el primer personaje principal gay de Disney Channel, una distinción que se ha causado una considerable atención de los medios que se informó en las noticias como histórica. La serie ha sido nominada y ha ganado premios específicamente para Cyrus y su historia saliendo del armario, la cual provocó un aumento en el índice de audiencia.

## Creación y casting
La creadora y productora ejecutiva de Andi Mack, Terri Minsky, dijo en una entrevista con la Academia de Artes y Ciencias de la Televisión que el personaje de Cyrus fue inspirado en los amigos de su hija, los cuales, la mayoría son gais:

Como la mayoría de los amigos de la escuela de mi hija sabían a la edad de 12, 13 que eran gais, sentí que Andi probablemente podría tener un amigo así. 

—Terri Minsky, en una entrevista con la Academia de Artes y Ciencias de la Televisión

En agosto de 2016 se dio la idea de Andi Mack por la creadora de Lizzie McGuire, Terri Minsky, la idea fue recogida por Disney Channel, después se escogió al actor de 14 años de edad, Joshua Rush, la voz de Bunga en la serie de Disney Junior, La Guardia del León, personificando a Cyrus Goodman de 12 años de edad.
En marzo de 2017, The New York Times informó sobre el personaje en un artículo sobre la entonces nueva serie de Disney Channel próxima a estrenarse en abril de 2017.
El actor Joshua Rush, que interpreta a Cyrus, ha declarado e entrevistas con Good Morning America y Us Weekly que es un "honor" para él interpretar el personaje, se siente "orgulloso" de interpretar a Cyrus, y ha declarado que el personaje se relaciona con él, porque uno de sus amigos salió del armario primero con él:

Estoy muy orgulloso de ser capaz de interpretar a Cyrus. Creo que es un emocionante papel para poder hacer por Disney. [...] pero creo más que cualquier cosa, que es un emocionante papel y estos niños van a terminar viendo a Cyrus en la pantalla y van a decir: "¡Oh, ese soy yo! Reconozco y entiendo que podré racionar con esto". Creo que le muestra a los niños que sus historias son válidas. 

—Joshua Rush, en una entrevista del elenco con Good Morning America 

Estaba tan emocionado cuando leí sobre esto por primera vez. Es un verdadero honor. [...] Uno de mis mejores amigos salió del armario conmigo antes que a nadie. Desearía haber tenido a alguien como Buffy en la televisión para que me mostrara cómo debía haber respondido. 

—Joshua Rush, en una entrevista con Us Weekly

Disney ha declarado que tuvo que consultar con el desarrollo de niños, así como con la Common Sense Media, GLAAD y la PFLAG para desarrollar al personaje y su historia saliendo del armario.

## Caracterización
Cyrus Goodman es el mejor amigo de Andi Mack y Buffy Driscoll. Vive junto a sus amigas en el estado ficticio de Estados Unidos del medio oeste, Shadyside. Es estudiante de séptimo grado en Jefferson Middle School. Es el primer personaje principal gay de Disney Channel, Cyrus ha salido del armario con Andi, Buffy, y Jonah. Cyrus es judío y ya ha celebrado su bar mitzvah, la primera representación de festividad "coming of age" en Disney Channel.
Cyrus estuvo anteriormente en una relación con Iris, pero mientras disfrutaba de su compañía porque tenían intereses compartidos y personalidades similares, Cyrus finalmente le admitió a Iris que no tenía sentimientos románticos por ella; ellos amigablemente rompieron la relación y acordaron ser sólo amigos. Cyrus anteriormente estuvo un largo tiempo enamorado de Jonah, que le reveló a Buffy y Andi, pero su enamoramiento por Jonah más tarde desapareció. Cyrus comparte una amistad poco probable con Tj, el capitán del equipo de baloncesto del Jefferson Middle School, después de haber compartido sus problemas personales. Estos dos desarrollan una relación de amigos a lo largo de las temporadas, pero las diferentes situaciones que surgen en el camino los lleva a acercarse cada vez más, revelando así los sentimientos que tienen el uno por el otro y comenzando un romance al final de la serie.
Algunos de sus hobbies, Cyrus disfruta de la escritura de guiones en su tiempo libre y jugar juegos de mesa con sus amigos. Sus comidas favoritas son los muffins de chispas de chocolate y las baby taters.

## Legado

### Recepción de la crítica
El personaje ha llamado considerablemente la atención de los medios, y Disney anunció que su salida del armario fue ampliamente reportada en las noticias, tanto nacional como internacionalmente en: BBC News, The Washington Post, ABC News, People, Us Weekly, TVLine, HuffPost, The Daily Star, The Sun, y NPR, todas describiéndola como "histórica", mientras que The Hollywood Reporter, Entertainment Weekly, IndieWire, Fortune, The New York Daily News, y The Los Angeles Times la describen como "revolucionarias".
Las organizaciones por los derechos LGBT, incluyendo GLAAD, PFLAG, y Stonewall, han alabado a Disney por la inclusión de un personaje que "refleja la vida y las experiencias vividas" de la juventud LGBT.

### Premios y logros
Cyrus Goodman es el primer personaje principal gay y el primer personaje en haber declarado la frase "soy gay" en Disney Channel.
Andi Mack ganó The 2018 GLAAD Media Award por Outstanding Kids & Family Programming y The 2018 Academy of Television Arts & Sciences award por Television with a Conscience, específicamente para Cyrus Goodman y su historia saliendo del armario.

### Censura y controversia
Andi Mack fue censurado en Kenia por el Kenya Film Classification Board, criticado por One Million Moms división de the American Family Association, y voluntariamente sacado del aire por Disney en todo el Oriente medio y África por cuenta de las "culturas sensibles" debido al personaje y su historia saliendo del armario.